# هوانغ آنه جيا لاي
نادي هوانغ آنه جيا لاي (بالفيتنامية:Câu lạc bộ bóng đá Hoàng Anh Gia Lai)، هي نادي رياضي لكرة القدم في فيتنام، أسست النادي سنة 2001م، وتقع مقرها في مدينة بليكو، حيث أحتل الترتيب 12 في نهاية الدوري الفيتنامي سنة 2016م، وهي وقعت عقداً مع نادي أرسنال الإنجليزي لإنشاء أكاديمية أرسنال لتدريب الناشئين والشباب.